# Carlos Dickinson
Carlos Edgard Dickinson (ur. ? – zm. ?) – argentyński piłkarz, grający podczas kariery na pozycji napastnika.

## Kariera klubowa
Carlos Dickinson podczas kariery piłkarskiej występował w klubie Belgrano AC. Z Belgrano AC dwukrotnie zdobył mistrzostwo Argentyny w 1899 i 1904.

## Kariera reprezentacyjna
W reprezentacji Argentyny Dickinson występował w latach 1902-1906. W reprezentacji zadebiutował 20 lipca 1902 w wygranym 6-0 meczu z Urugwajem, którym był pierwszym meczem reprezentacji Argentyny w historii. Dickinson w strzelając bramkę w 3 min. meczu, stał się pierwszym zdobywcą bramki dla reprezentacji Argentyny.
Ostatni raz w reprezentacji Dickinson wystąpił 21 października 1906 w wygranym 2-1 meczu z Urugwajem, którego stawką była Copa Newton. Ogółem w barwach albicelestes wystąpił w 5 meczach, w których zdobył 1 bramkę.
| Mecze i gole w reprezentacji | Mecze i gole w reprezentacji | Mecze i gole w reprezentacji | Mecze i gole w reprezentacji | Mecze i gole w reprezentacji | Mecze i gole w reprezentacji | Mecze i gole w reprezentacji |
| #                            | Data                         | Miasto                       | Przeciwnik                   | Gol                          | Wynik                        | Rozgrywki                    |
| ---------------------------- | ---------------------------- | ---------------------------- | ---------------------------- | ---------------------------- | ---------------------------- | ---------------------------- |
| 1.                           | 20.07.1902                   | Montevideo                   | Urugwaj                      | Gol                          | 6:0                          | mecz towarzyski              |
| 2.                           | 13.09.1903                   | Buenos Aires                 | Urugwaj                      |                              | 2:3                          | mecz towarzyski              |
| 3.                           | 15.08.1905                   | Buenos Aires                 | Urugwaj                      |                              | 0:0                          | Copa Lipton                  |
| 4.                           | 15.08.1906                   | Montevideo                   | Urugwaj                      |                              | 2:0                          | Copa Lipton                  |
| 5.                           | 21.10.1906                   | Buenos Aires                 | Urugwaj                      |                              | 2:1                          | Copa Newton                  |